# EITB Musika
EITB Musika es una de las tres cadenas de radio musicales pertenecientes a la empresa EITB Media S.A.U. que junto con Ente Público Euskal Irrati Telebista-Radio Televisión Vasca (EITB), el grupo público de comunicación de la comunidad autónoma del País Vasco en España. Las otras son EITB Euskal Kantak y Gaztea. Su emisión es en euskera y castellano. Fue creada en junio de 2001.
Su programación está compuesta por una radiofórmula de música contemporánea para adultos principalmente, así como por programas de música clásica, retransmisiones de festivales musicales dentro de Euskadi, y otros contenidos culturales y musicales que forman parte de las fonotecas del grupo de emisoras de radio de EITB.
Inicialmente se denominaba EITB Irratia, época en la que también se retransmitían conferencias, debates y mesas redondas.

## Frecuencias

### FM
Álava
- Amurrio: 88.7 FM
- Bóveda: 96.6 FM
- Cuartango: 100.3 FM
- Samaniego: 96.4 FM
- Santa Cruz de Campezo: 103.9 FM
- Vitoria: 103.4 FM

  Guipúzcoa
- Beasáin: 101.4 FM
- Éibar: 101.8 FM
- Irún/Jaizquíbel-Iparralde: 90.9 FM
- San Sebastián: 104.1 FM
- Tolosa: 100.9 FM
- Vergara: 105.7 FM
- Zarauz: 100.1 FM

 Vizcaya
- Bermeo: 88.3 FM
- Bilbao: 100.1 FM
- Carranza: 103.0 FM
- Lanestosa: 105.5 FM
- Trucios: 105.7 FM
- Valmaseda: 89.2 FM

 Navarra
- Lesaca: 107.7 FM
- Pamplona: 107.4 FM